# 東善寺 (足立区)
東善寺（とうぜんじ）は、東京都足立区にある時宗の寺院。

## 歴史
14世紀中期、三阿弥陀仏上人によって開山された。三阿弥陀仏は足立区内のもう一つの時宗寺院応現寺第3世住職である。
その後の兵乱や天災により記録を失ったため、詳細な由来は不明となっている。元禄年間（1688年 - 1704年）に長伝が中興した。
本尊の阿弥陀三尊の中心となる阿弥陀如来像は、鎌倉時代後期から室町時代の初期の作である。つまり開山年代とほぼ一致しており、開山当初からの本尊と推測される。
また当寺には「いぼ地蔵」を所蔵している。地蔵を粉状に削り取り、それをお供えした塩に混ぜていぼに付けると、いぼが取れるという。そのため現在では原形をとどめず石の塊となっている。

## 交通アクセス
- 東武伊勢崎線谷塚駅より徒歩26分（経路案内）。
- 六町駅より徒歩33分。